# ワールド・トレイド
ワールド・トレイド（World Trade）は、ベースとボーカルのビリー・シャーウッド、ギターのブルース・ゴウディをフィーチャーしたアメリカのプログレッシブ・ロック・バンド。イエスのクリス・スクワイアがセカンド・アルバム『ユーフォリア』でゲストとして演奏した。

## 略歴
ワールド・トレイドは、リード・ボーカルとベースのビリー・シャーウッド、ギターのブルース・ゴウディ、キーボードのガイ・アリソンとドラムのマーク・T・ウィリアムズで結成された。ワールド・トレイドは、シャーウッドとアリソンをフィーチャーした初期のバンド、ロジック (Lodgic)から発展したものだった。
1989年の同名デビュー作は、キース・オルセンが共同プロデュースを担当している。1995年にマグナ・カルタ・レコードからのセカンド・アルバムが続き、ウィリアムズはジェイ・シェレンと交代した。こちらのアルバムはシャーウッドによってプロデュースされている。バンドのサウンドは1980年代のイエスと似ていた。アルバムには、「クリス・スクワイア・エクスペリメント」の2曲と、スクワイアのバック・ボーカル（ノン・クレジット）が含まれていた。
シャーウッドとシェレンは、マグナ・カルタによる一連のトリビュート・アルバムのトラックもレコーディングした。
それ以来、シャーウッドはシェレンと頻繁にコラボレーションすることとなる。2000年代半ばにシャーウッドとゴウディはワールド・トレイドの新作アルバムの制作を始めたが、これは放棄され、そのマテリアルは「Psy-Op」という名義でリリースが予定された。
2017年にフロンティアーズ・レコードからリリースされた3枚目のアルバムは『ユニファイ - 統合論理』と題され、シャーウッド、ゴウディ、アリソン、ウィリアムズのオリジナル・ラインナップによって収録されている。

## メンバー

### 現在のメンバー
- ビリー・シャーウッド (Billy Sherwood) - ベース、ボーカル (1989年-1995年、2016年- )
- ブルース・ゴウディ (Bruce Gowdy) - ギター (1989年-1995年、2016年- )
- ガイ・アリソン (Guy Allison) - キーボード (1989年-1995年、2016年- )
- マーク・T・ウィリアムズ (Mark T. Williams) - ドラム (1989年-1994年、2016年- )

### 旧メンバー
- ジェイ・シェレン (Jay Schellen) - ドラム (1995年)

## ディスコグラフィ

### スタジオ・アルバム
- 『ワールド・トレイド』 - World Trade (1989年、ポリグラム)
- 『ユーフォリア』 - Euphoria (1995年、マグナ・カルタ・レコード)
- 『ユニファイ - 統合論理』 - Unify (2017年、フロンティアーズ・レコード)

### 参加オムニバス・アルバム
- 『テイルズ・フロム・イエスタデイ』 - Tales from Yesterday (1995年、マグナ・カルタ・レコード) ※イエス・トリビュートアルバム
- 『サパーズ・レディ - ジェネシス・トリビュート』 - Supper's Ready (1995年、マグナ・カルタ・レコード) ※ジェネシス・トリビュートアルバム
- 『ザ・ムーン・リヴィジティッド - ピンク・フロイド・トリビュート』 - The Moon Revisited (1995年、マグナ・カルタ・レコード) ※ピンク・フロイド・トリビュートアルバム